# 溝口香奈
溝口 香奈（みぞぐち かな、1985年7月30日 - ）は、兵庫県たつの市出身の女子競輪選手。本姓は魚屋。日本競輪選手会大分支部所属（デビュー当初は奈良支部所属）、ホームバンクは別府競輪場。日本競輪学校（当時。以下、競輪学校）第108期生。師匠は中川武志（60期）。夫は同じく競輪選手の魚屋周成（99期）。弟子は安東莉奈（122期）。

## 経歴
3人きょうだいの一番上（ほかに妹、弟）で、兵庫県立大学付属高校時代は硬式テニス部、大阪芸術大学時代はアイスホッケー部に所属していた。大学卒業後、日本写真判定（現・JPF）に就職、そこでガールズケイリン1期生を知り競輪に興味を持ちガールズサマーキャンプに参加、競輪選手を目指すようになった。
競輪学校は第106期を適性試験で受験するも不合格となり、改めて技能試験で受験し直し2013年12月20日、競輪学校第108回技能試験に合格。在校競走成績は7位（2勝）。卒業記念レースは6着。
2015年7月3日、奈良競輪場でデビューし3着。初勝利は同年7月13日の高知競輪場で挙げた。
2017年1月11日、共通の知人で知り合った、同じく競輪選手の魚屋周成と結婚、2月28日付で奈良支部から大分支部に移籍。同年11月に第1子を出産。
その後レースに復帰したが、のち第2子を妊娠したため、2020年11月より再び産休で長期欠場した。
当初は2023年夏ごろからの復帰を想定していたが、夫が誘導員早期追い抜きによる失格で長期あっせん停止となり暫く無収入となることから、急遽復帰試験を受けて2月18日からの小倉FII（ミッドナイト）で約2年半ぶりにレース復帰した。